# 말기 증상
말기 증상 (末期症状)은 질병중의 환자가 죽음이 가까이 되었을 때에 드러내는 구하기 곤란한 증상. 인간·생물이 아니고 불안정한 상태의 정당이나 정권이나 기업 등의 조직이 붕괴에의 징조를 보이는 상태를 말기 증상이라고 부르는 일이 있다.

## 같이 보기
- 심폐소생술 거부
- 말기의료
- 안락사
- 완화치료
- 조력자살